# National League South (angol labdarúgó-bajnokság)
A National League-hez 2004-ben csatlakozó hatodosztály küzdelmeit, Anglia északi- (North) és déli (South) területein bonyolítják le.
Az északi régiót Északnyugat-Anglia, Északkelet-Anglia, Nyugat-Közép-Anglia, Kelet-Közép-Anglia és Észak-Wales csapatai alkotják, míg délen Nagy-London, Délnyugat-Anglia és Délkelet-Anglia megyéinek együttesei képviselik a ligát.

## A bajnokság rendszere
A bajnokság első helyezettje a következő évben a National League tagjává válik, míg a második, harmadik, negyedik és ötödik helyezett rájátszásban dönti el ötödosztályú szereplésének jogát.
Az utolsó négy helyezett együttes távozik az angol labdarúgó-bajnokság hetedosztályába, ahol az Isthmian League, a Northern Premier League, vagy a Southern League első osztályában érvényesülhet a következő szezonban.
A bajnokság létszáma végül, a ötödosztálytól búcsúzó négy kieső csapattal egészül ki.
A távolságok csökkentése végett alakították ki a határmegyéket, melyeknek résztvevői a felsőbb és alsóbb osztályokból érkezett csapatok elhelyezésében vállalnak fontos szerepet. Ha, az előző évhez képest az északi vagy déli bajnokság létszáma a feljutások és kiesések végett ellentétessé válik, akkor a határmegyék együtteseiből helyeznek át klubokat a kisebb létszámmal rendelkező ligába.

## A 2016-17-es szezon résztvevői

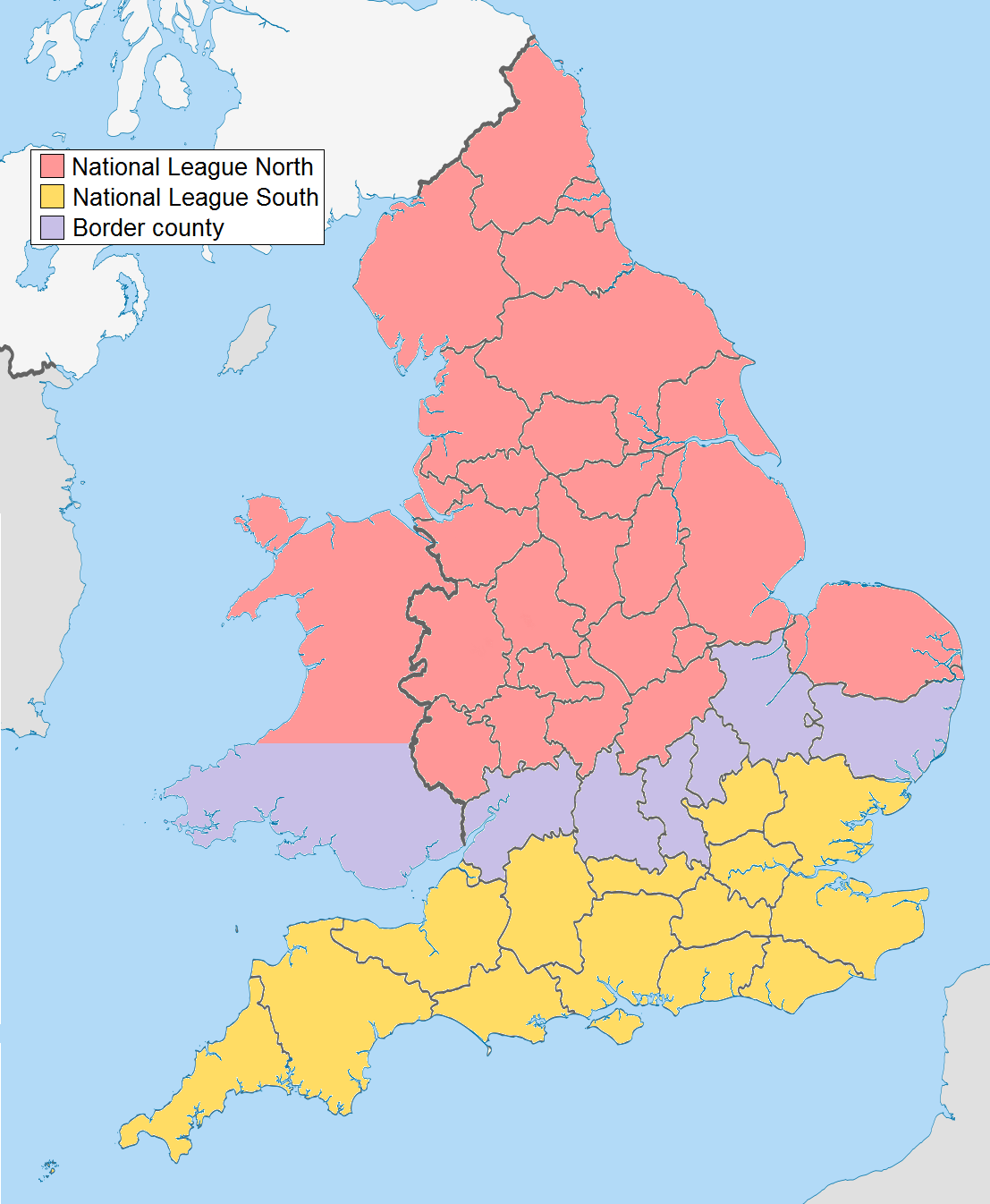
A National League területi felosztása

### National League South
| Csapat               | Alapítás éve | Város              | Stadion             | Kapacitás |
| -------------------- | ------------ | ------------------ | ------------------- | --------- |
| Bath City            | 1889         | Bath               | Twerton Park        | 8 840     |
| Bishop's Stortford   | 1874         | Bishop's Stortford | Woodside Park       | 4 525     |
| Chelmsford City      | 1878         | Chelmsford         | Melbourne Stadion   | 3 019     |
| Concord Rangers      | 1967         | Canvey Island      | Thames Road         | 3 300     |
| Dartford             | 1888         | Dartford           | Princes Park        | 4 100     |
| Eastbourne Borough   | 1964         | Eastbourne         | Priory Lane         | 4 151     |
| East Thurrock United | 1969         | Corringham         | Rookery Hill        | 4 000     |
| Ebbsfleet United     | 1946         | Northfleet         | Stonebridge Road    | 5 011     |
| Gosport Borough      | 1944         | Gosport            | Privett Park        | 4 500     |
| Hampton & Richmond   | 1921         | Hampton            | Beveree Stadion     | 3 500     |
| Hemel Hempstead Town | 1885         | Hemel Hempstead    | Vauxhall Road       | 3 152     |
| Hungerford Town      | 1886         | Hungerford         | Bulpit Lane         | 2 500     |
| Maidenhead United    | 1870         | Maidenhead         | York Road           | 3 000     |
| Margate              | 1896         | Margate            | Hartsdown Park      | 3 000     |
| Oxford City          | 1882         | Oxford             | Marsh Lane          | 3 218     |
| Poole Town           | 1880         | Poole              | Tatnam Ground       | 2 500     |
| St Albans City       | 1908         | St Albans          | Clarence Park       | 4 500     |
| Truro City           | 1889         | Truro              | Treyew Road         | 3 857     |
| Wealdstone           | 1889         | Ruislip            | Grosvenor Vale      | 3 607     |
| Welling United       | 1963         | Welling            | Park View Road      | 4 000     |
| Weston-super-Mare    | 1948         | Weston-super-Mare  | Woodspring Stadion  | 3 500     |
| Whitehawk            | 1945         | Whitehawk          | The Enclosed Ground | 2 000     |

### Eddigi bajnokok és rájátszás győztesek
| Szezon  | Bajnok         | Rájátszás győztese     |
| ------- | -------------- | ---------------------- |
| 2004–05 | Grays Athletic | Eastbourne Borough     |
| 2005–06 | Weymouth       | St Albans City         |
| 2006–07 | Histon         | Salisbury City         |
| 2007–08 | Lewes          | Eastbourne Borough     |
| 2008–09 | Wimbledon      | Hayes & Yeading United |
| 2009–10 | Newport County | Bath City              |
| 2010–11 | Braintree Town | Ebbsfleet United       |
| 2011–12 | Woking         | Dartford               |
| 2012–13 | Welling United | Salisbury City         |
| 2013–14 | Eastleigh      | Dover Athletic         |
| 2014–15 | Bromley        | Boreham Wood           |
| 2015–16 | Sutton United  | Maidstone United       |

## Rekordok
Legnagyobb hazai győzelem: Altrincham 8–0 Hinckley United, 2012. november 17. Maidenhead United 8–0 Truro City, 2012. szeptember 8.
Legnagyobb idegenbeli győzelem: Grays Athletic 0–7 Dorchester Town 2004. október. 23.
Legtöbb gól egy mérkőzésen: Bognor Regis Town 6 Welling United 6–5, 2004. szeptember 11. és Bath City 7–4 Farnborough 2015. február 17.
Legnagyobb nézőszám: 5 022 – Weymouth - St Albans City, 2006. április 17.
Legtöbb szerzett pont egy idényben: Newport County – 103 pont, 2009–10
Legtöbb győzelem egy idényben: Newport County – 32, 2009–10
Legkevesebb vereség egy idényben: Newport County – 3, 2009–10
Legtöbb gól egy idényben: Grays Athletic – 118, 2004–05
Leghosszabb győzelmi sorozat: 12 mérkőzés – Welling United, 2012–13
Legtöbb mérkőzés kapott gól nélkül: 23 mérkőzés (2009–10) – Newport County
Leghosszabb veretlen sorozat: 25 mérkőzés Sutton United, 2015–16